# Gregor Thomas Ziegler

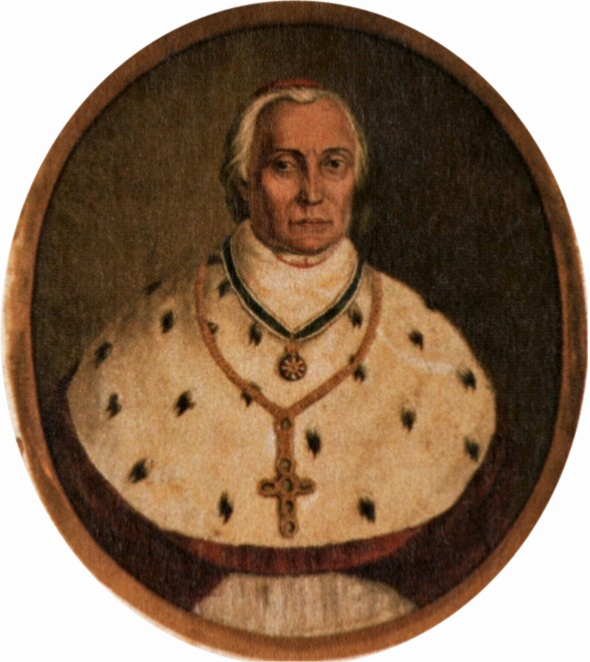
Porträt im Bischofsornat

Gregor(ius) Thomas (von) Ziegler OSB (* 7. März 1770 in Kirchheim in Schwaben; † 15. April 1852 in Linz) war Bischof von Tarnów und von Linz.

## Leben

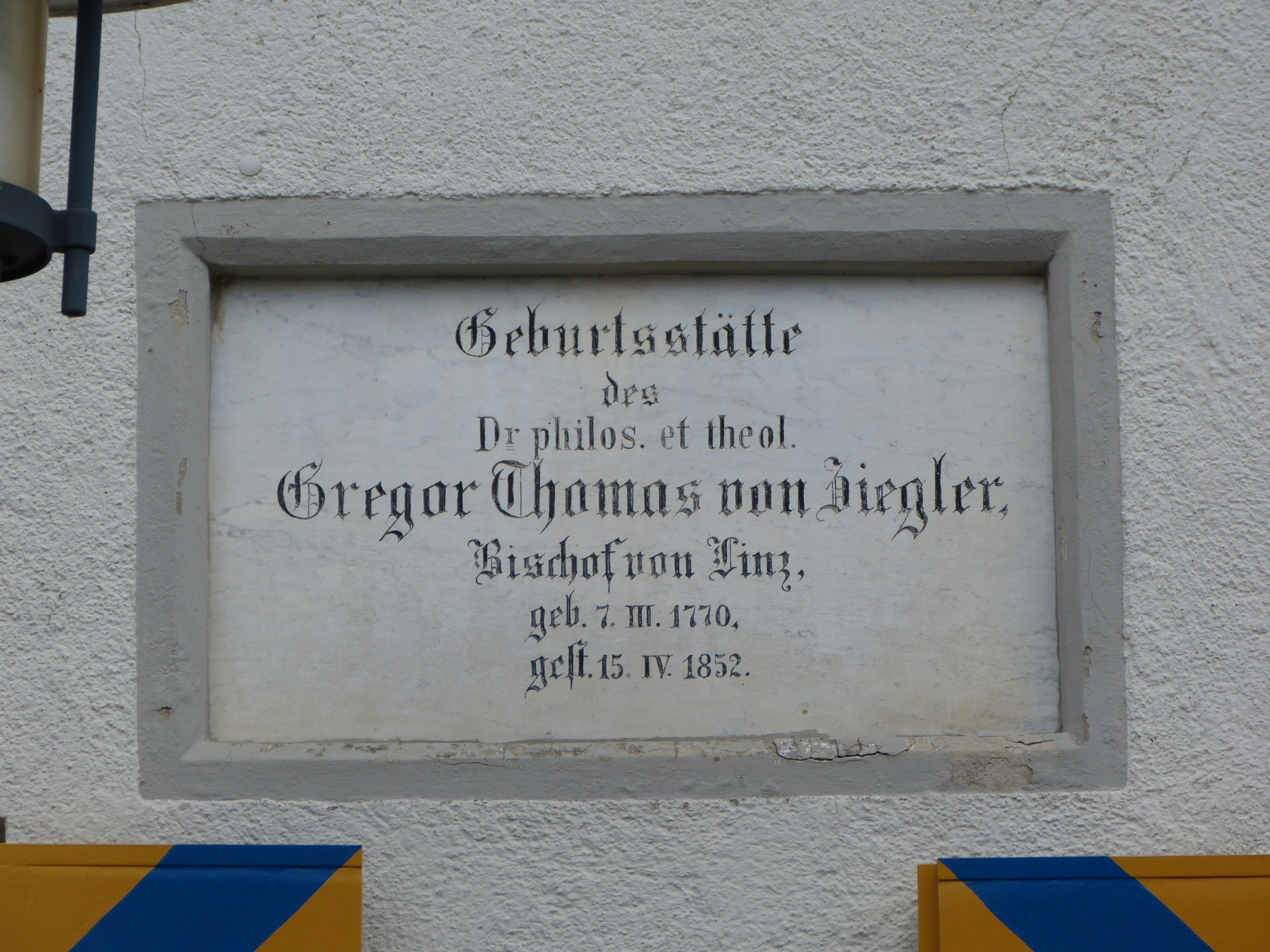
Inschriftentafel am Geburtshaus in Kirchheim in Schwaben

Ziegler wurde im Markt Kirchheim in Schwaben in der gleichnamigen Fuggerschen Herrschaft als viertes Kind der Bauersleute Jakob und Franziska
Ziegler (geborene Kiederle) im elterlichen „Braterhof“ (heute fuggerischer Gutshof) geboren. Er ging 1781 bis 1787 bei den Benediktinern in Ottobeuren zur Schule, trat 1788 als Novize in das Benediktinerkloster Wiblingen ein und legte am 26. April 1791 die feierlichen Gelübde ab. Das Studium absolvierte er in Freiburg im Breisgau. Am 25. Mai 1793 wurde er in Konstanz zum Priester geweiht und war danach Professor an den Gymnasien in Wiblingen, Konstanz und Freiburg im Breisgau. 1801 wurde er Prior in Wiblingen und übersiedelte nach der Säkularisation des Klosters 1806 in die Benediktinerabtei Tyniec bei Krakau. Gleichzeitig war er Professor für Dogmatik an der Universität Krakau. 1810 wurde er Professor für Kirchengeschichte am Lyceum in Linz und 1815 Professor für Dogmatik an der Universität Wien.
Er wurde am 5. Februar 1822 von Kaiser Franz I. zum Bischof von Tyniec ernannt und am 29. Juni desselben Jahres spendete ihm der Erzbischof von Olmütz, Kardinal Rudolph von Österreich, in Wien die Bischofsweihe. Mitkonsekratoren waren der Fürstbischof von Laibach, Augustin Johann Joseph Gruber, und der Wiener Weihbischof Matthias Paul Steindl. Ziegler verlegte den Bischofssitz von Tyniec nach Tarnów, errichtete dort ein Seminar und ließ die Kathedrale von Tarnów renovieren.
Am 13. April 1827 wurde er vom Kaiser zum Bischof von Linz ernannt und am 25. Juni vom Papst bestätigt. Ziegler förderte Ordensniederlassungen in seiner neuen Diözese, ließ 1831 das Priesterseminar in Linz sowie 1848 ein Knabenseminar errichten und führte 1850 eine Volksmission durch. Ab 1845 wurde sein Wirken durch eine fortschreitende Erblindung behindert. In dieser Zeit vertrat ihn vermehrt Franz Seraph Rieder. Ziegler gilt als Reformbischof, der wie kein anderer Bischof seiner Zeit Stellung zu religiösen und kirchenpolitischen Fragen bezog.
Er veröffentlichte ein lateinisches Lehrbuch der Dogmatik, zahlreiche Predigten, pastorale Schriften und theologische Abhandlungen.

## Ehrung
In der Pfarrkirche und an seinem Geburtshaus erinnern Gedenktafeln an den bedeutenden Sohn Kirchheims, der unter anderem mit Spenden für das Schulwesen, ein Stipendium für Kirchheimer Studierende und das Kirchturmkreuz seinen Geburtsort unterstützte.  

## Werke (Auswahl)
- Das katholische Glaubens-Princip. Schmid, Wien 1823
- Der Weg zum wahren und allein selig machenden Evangelium unseres Herrn Jesu Christi. Huemer, Linz 1836
- Officia Propria & Novissima Pro Dioecesi Lincensi Ad Normam Breviarii Romani Disposita. Huemer, Linz 1837
- Katechismus der den ersten Menschen bis auf Christi Geburt gegebenen Offenbarungen Gottes. 2 Bände. Huemer, Linz 1850